# Ropalidia cauponae
Ropalidia cauponae (лат.) — вид ос-полистин рода Ropalidia (Polistinae). Мадагаскар.

## Этимология
Видовое название R. cauponae происходит от слова «cauponae», родительный падеж от латинского caupona, означающего «постоялый двор», поскольку эти осы были найдены спящими вместе в сарае общежития.

## Описание
Длина около 1 см. Основная окраска тела чёрная. Терминальный сегмент антенны самца R. cauponae напоминает таковой у Ropalidia hova, R. formosa и R. merina, но кончик менее острый. R. cauponae явно отличается от синтипов R. hova, которые помечены ярко-желтым цветом, в то время как R. cauponae меньше экземпляров R. formosa, а также отличающимися скульптурой поверхности, цветом тела и крыльев. Габитус самок напоминает R. grandidieri, но петиоль более удлиненный, без перегиба между передней и верхней частью. Также в отличие от предыдущих трех видов наблюдается постепенный переход между основанием и передней частью первого метасомального сегмента, как у самцов, так и у самок (рис. 21). Бедро II самца не имеет проксимальной вогнутости, а шпора на метатарсусе I тонкая и острая..

## Распространение
Мадагаскар (район Ихурумбе в провинции Фианаранцуа).

## Гнёзда
Этот вид был собран дважды в одном и том же месте, с потолка низкого сарая на заднем дворе отеля Verger. Вид строит свои гнезда огромными скоплениями, как жилые, так и пустые гнезда свисали близко друг к другу с низкого потолка. В гнёздах было 50—200  самок, гнезда состояли из 200—450 ячеек. Верхняя половина каждого гнезда, то есть самые старые ячейки, содержала довольно много меда, в то время как большой ряд коконов отделял эту «пустую» часть от самых молодых ячеек, еще заполненных множеством личинок и, в самом низу, яиц.